# 全国省级事务委员会
全國省級事務委員會（英語：National Council of Provinces），簡稱省務会（NCOP），根據1997年全面生效的種族隔離結束後憲法為南非國會的上議院。它取代了原有的參議院，但它與該機構及其他國家或地區立法機關的上議院相似；它代表的是南非各省政府，而並非直接代表各省人民。

## 成員構成
南非全國省級事務委員會由90名代表組成，每個省有10名代表名額，無論該省人口多少。每個省在省務院內都有平等的代表權。
每個省的代表團由四名特別代表和六名常任代表構成。根據憲法內所提供的計算公式，代表團內的政黨代表比例必須反映省議會內各政黨的代表比例。
各省代表團內的常任代表由各省議會選舉產生；而特別代表則必然包括該省省長和另外三人。另外的三名特別代表由各省從本省立法機構成員中提名，並根據省務院正在決定的議題進行確定。省長自然成為本省代表團的團長；但在省長不在的情況下，代表團可選擇其他代表成為本代表團的團長。
南非地方政府聯合會（The South African Local Government Association）也被視為是省務院的一部分。南非地方政府聯合會可以派遣10名代表進入省務院參與議題的討論及其他活動，但他們沒有省務院內的表決權。

### 現任成員構成
在2019年5月8日的選舉後，南非各省的省立法機關也在5月22日舉行會議並選舉了全國省級事務委員會的代表團。
目前各省代表團的政黨代表構成如下表。
| 政黨     | 政黨           | 代表類型 | 南非各省 | 南非各省 | 南非各省 | 南非各省         | 南非各省 | 南非各省   | 南非各省 | 南非各省 | 南非各省 | 合計 | 合計 |
| 政黨     | 政黨           | 代表類型 | 東開普省 | 自由邦省 | 豪登省   | 夸祖魯- 納塔爾省 | 林波波省 | 普馬蘭加省 | 西北省   | 北開普省 | 西開普省 | 合計 | 合計 |
| -------- | -------------- | -------- | -------- | -------- | -------- | ---------------- | -------- | ---------- | -------- | -------- | -------- | ---- | ---- |
|          | 非洲人國民大會 | 常任代表 | 4        | 3        | 3        | 3                | 4        | 4          | 3        | 3        | 2        | 29   | 54   |
| 特別代表 | 非洲人國民大會 | 3        | 3        | 2        | 3        | 4                | 3        | 3          | 3        | 1        | 25       |      | 54   |
|          | 民主聯盟       | 常任代表 | 1        | 1        | 2        | 1                | 1        | 1          | 1        | 2        | 3        | 13   | 20   |
| 特別代表 | 民主聯盟       | 1        | 1        | 1        | 0        | 0                | 0        | 0          | 1        | 3        | 7        |      | 20   |
|          | 經濟自由鬥士   | 常任代表 | 1        | 1        | 1        | 1                | 1        | 1          | 1        | 1        | 1        | 9    | 11   |
| 特別代表 | 經濟自由鬥士   | 0        | 0        | 1        | 0        | 0                | 0        | 1          | 0        | 0        | 2        |      | 11   |
|          | 自由陣線＋     | 常任代表 | 0        | 1        | 0        | 0                | 0        | 0          | 1        | 0        | 0        | 2    | 3    |
| 特別代表 | 自由陣線＋     | 0        | 0        | 0        | 0        | 0                | 1        | 0          | 0        | 0        | 1        |      | 3    |
|          | 因卡塔自由黨   | 常任代表 | 0        | 0        | 0        | 1                | 0        | 0          | 0        | 0        | 0        | 1    | 2    |
| 特別代表 | 因卡塔自由黨   | 0        | 0        | 0        | 1        | 0                | 0        | 0          | 0        | 0        | 1        |      | 2    |
| 總計：   | 總計：         | 總計：   | 10       | 10       | 10       | 10               | 10       | 10         | 10       | 10       | 10       | 90   | 90   |

## 立法角色
全國省級事務委員會可以審查、修改、建議修訂或拒絕立法。它必須審查所有全國性法案，並有權在國會和省議會中同時擁有立法權的職能領域內立法。
取決於法案的類型，省務院有四種決策機制。
1. 根據《南非憲法》第74條：修改憲法條款時不得修改除憲法修正案及修正案相關事項之外的其他規定。修改憲法第1條（即將南非定義為憲政民主共和國）、南非權利法案（英语：Chapter Two of the Constitution of South Africa），或修改任何影響全國省級事務委員會本身、省邊界或權力及其他具體省事務的憲法條款都必須獲得全國省級事務委員的通過。全國省級事務委員內每個代表團均有1票，而通過相應的修正案則需要至少獲得6票支持。其他憲法修正案無需全國省級事務委員通過但必須交由省務院討論。
2. 根據《南非憲法》第75條：相關法案通過依據本條款程序進行；法案交由全國省級事務委員會表決時，每名代表具有各自1票，而通過只需要獲得簡單多數的支持即可。
3. 根據《南非憲法》第76條：本條款主要處理涉及各省的法案，特別是與國家和省級聯合立法權領域相關的法案。此時各省代表團各有1票，而代表團根據各省指示進行投票；法案通過需要獲得多數票。
4. 根據《南非憲法》第77條：本條款主要處理涉及撥款、制定國家稅收、徵稅、關稅或附加費的法案。此時採取各代表單獨投票的機制，只要獲得多數支持即可通過。

## 主要管理

### 主席與副主席
南非參議院議長的職位在1997年由全國省級事務委員會主席接替；而首任省務院主席為莫斯奧·萊科塔，他於1997年至1999年擔任該職。省務院主席從全國省級事務委員會的常任代表中選舉產生，任期為5年。主席選舉通常由南非首席大法官主持；有時首席大法官會指定另外一名法官來主持。當選後的省務院主席則可以主持省務院內的其他選舉。除主席一職外，省務院還會選舉產生常任副主席一職。而在上述兩個職位之外，省務院還有第二副主席一職。第二副主席的任期為1年，其當選人在各省代表團中輪換，因此實際是由被輪值的省代表團內的代表來投票選舉產生。
全國省級事務委員會均由主席負責主持。如主席缺席會議，則由副主席或會務主席（House Chairperson）負責主持。
現任全國省級事務委員會主席為阿莫斯·馬桑多，副主席則是希薇婭·盧卡斯。
| 屆次 | 肖像照 | 姓名 （出生年－逝世年）                 | 在職任期                                  | 在職任期                    | 在職任期 | 所屬政黨       |
| 屆次 | 肖像照 | 姓名 （出生年－逝世年）                 | 上任日期                                  | 離任日期                    | 任職年限 | 所屬政黨       |
| ---- | ------ | --------------------------------------- | ----------------------------------------- | --------------------------- | -------- | -------------- |
| 1    |        | 莫斯奧·萊科塔 （1948年－）              | 1997年2月6日                              | 1999年6月21日               | 2年135天 | 非洲人國民大會 |
| 2    |        | 納萊迪·潘多爾 （1953年－）              | 1999年6月21日                             | 2004年5月4日                | 4年318天 | 非洲人國民大會 |
| 3    |        | 喬伊斯·庫加利 （1950年－2004年）        | 2004年5月4日                              | 2004年11月21日 （死於任期） | 201天    | 非洲人國民大會 |
| 4    |        | 席姆寧瓦·約翰尼斯·馬赫蘭古 （1952年－） | 2005年1月17日 代理任期始於 2004年11月21日 | 2014年5月22日               | 9年125天 | 非洲人國民大會 |
| 5    |        | 坦迪·莫蒂斯 （1959年－）                | 2014年5月22日                             | 2019年5月22日               | 5年      | 非洲人國民大會 |
| 6    |        | 阿莫斯·馬桑多 （1953年－）              | 2019年5月22日                             | 在任                        | 待定     | 非洲人國民大會 |

### 委員會主席
委員會主席由全國省級事務委員會的代表們選舉任命。委員會主席的職責包括主持自己管轄下委員會的各種會議、批准委員會的預算和支出，以及在主席和副主席都缺席省務院會議時代為主持省務院會議。

### 首席黨鞭與黨鞭
黨鞭代表各自所屬政黨之利益並監督黨員的紀律，同時並督促其政黨能有效運作。全國省級事務委員會內有兩個具有官方職務的首席黨鞭，即多數黨首席黨鞭和最大反對黨首席黨鞭。其他較小政黨則有各自的資深黨鞭，並由其他黨鞭輔助其工作。首席黨鞭由省務院主席正式任命；多數黨首席黨鞭還會要負責立法事務的詳細安排。

### 反對黨領袖
該職位被指定給全國省級事務委員會內最大反對黨的領袖。自2016年9月以來，反對黨領袖一直由民主聯盟的卡瑟琳·拉布斯查涅擔任。

## 外部鏈接
- 官方网站